# Britt Peak
Der Britt Peak ist ein kleiner und 3069 m hoher Berggipfel im westantarktischen Marie-Byrd-Land. Er ragt unmittelbar südwestlich des Gipfels des Mount Moulton in der Flood Range auf.
Der United States Geological Survey kartierte ihn anhand eigener Vermessungen und Luftaufnahmen der United States Navy aus den Jahren von 1959 bis 1966. Das Advisory Committee on Antarctic Names benannte ihn nach Dale R. Britt, Bauarbeiter auf der Amundsen-Scott-Südpolstation im antarktischen Winter 1969.